# Top Spin (Fahrgeschäft)
Top Spin bezeichnet einen Fahrgeschäftstyp, der seit 1990 von der HUSS Maschinenfabrik (jetzt Huss Park Attractions) aus Bremen gebaut wird. Seitdem ist er in verschiedenen Versionen häufig als transportable Version auf Volksfesten oder festinstalliert in Vergnügungsparks anzutreffen.
Der Name Top Spin leitet sich von der Schlagart Topspin beim Tennis ab, bei dem sich der Ball nach dem Schlag im Flug schnell um die quer dazu liegende Achse dreht.

## Funktion

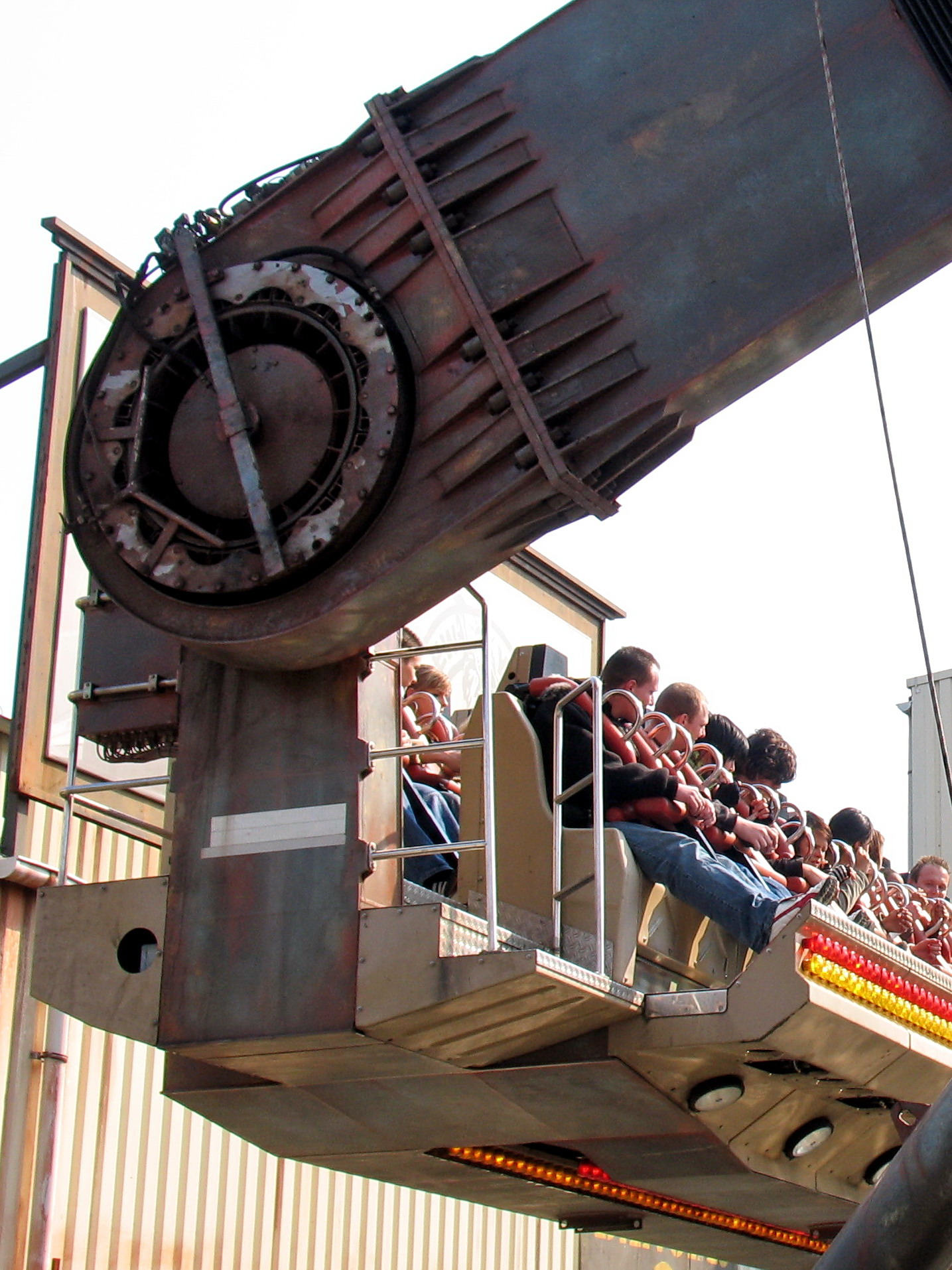
Aufnahme des Top Spin namens NYC Transformer aus dem Movie Park Germany in Bottrop. Die kreisförmig angebrachte Gondelbremse ist deutlich zu erkennen

In einem Top Spin sitzen die Fahrgäste in einer, bei der Standard-Ausführung ca. 10 Meter breiten Gondel, die zwischen zwei Tragarmen freischwingend aufgehängt ist. Die Tragarme werden mit Elektromotoren angetrieben und sind an zwei seitlichen breiten Ständern montiert. Gegenüber der Gondelaufhängung sind Gegengewichte an den Armen angebracht.
Die Gondel kann nur durch kreisförmig am Drehpunkt angebrachte pneumatische Bremsen festgestellt oder gelöst werden. Beim Lösen der Bremse ist für Fahrgäste und Zuschauer ein typisches Zischen zu vernehmen.
Durch das Feststellen der Bremsen kann sich die Gondel in maximaler Fahrhöhe überschlagen. Beim Lösen der Bremsen in bestimmten Fahrpositionen und gleichzeitiger Drehung der Arme kommt es zu Überschlägen der Gondel in ihrer Drehachse.

Ein Fahrprogramm besteht aus verschiedenen Abfolgen von Hochfahren, Schaukeln und Überschlagen des Fahrgastträgers.
Bei den meisten Top Spins gibt es Wasserfontänen im vorderen Bereich, mit denen die Fahrgäste während der Fahrt benässt werden können, oder mit denen zumindest bis kurz vor den Körper gespritzt wird. Einige stationäre Anlagen setzen auch Feuereffekte ein.
Das Fahrgeschäft wird entweder direkt vom Personal gesteuert oder durch ein automatisches Fahrprogramm. Gerade in Freizeitparks ist ein festes Programm die übliche Betriebsart, um einen immer gleich definierten Fahrablauf zu gewährleisten. Geübte Maschinenführer erreichen mit etwas Geschick mehrere Gondelüberschläge in Folge, indem sie die Gondel zunächst auf ihrem höchsten Punkt fixieren und dann nach dem Lösen der Gondelbremsen beide Seitenarme schrittweise drehen, um so Schwung für den nächsten Überschlag zu holen.
Die Fahrgäste werden gegen ein Herausfallen aus den Sitzen durch Schulterbügel, die sich hydraulisch gesteuert schließen und feststellen, gesichert. Zusätzlich fixiert eine weitere Sicherung zwischen den Beinen den Bügel.

Mitfahrer müssen in der Regel mindestens 10 Jahre alt sein, und eine Körpergröße von mindestens 140 cm und maximal 195 cm haben.

Bei der Fahrt treten relativ hohe g-Kräfte durch die Rotation der Gondel auf engem Raum auf, obwohl nur eine Geschwindigkeit von ca. 30 km/h erreicht wird.

## Ausführungen
Die Standard-Version des Top Spins (auch Top Spin 1 genannt) aus dem Jahr 1990 bietet Platz für 40 Fahrgäste in zwei Reihen und ist 18 Meter hoch. In der transportablen Version nimmt sie eine Grundfläche von ca. 19 × 19 Metern ein und hat einen Anschlusswert von ca. 160 kW. Charakteristisch für den Top Spin 1 sind die rechts und links neben den Masten angebrachten Säulen, die große Wassertanks beinhalten. Seit 1993 wird auch eine kleinere Version namens Top Spin 2, mit 28 Sitzplätzen und 12 Metern Höhe angeboten. Eine größere Version, der Giant Top Spin hat Platz für 77 Fahrgäste in drei Sitzreihen und ist 20,75 Meter hoch. Diese Version war bislang nur als stationäre Anlage erhältlich, wurde nur ein Mal hergestellt und wird mittlerweile nicht mehr produziert.
Eine besondere außergewöhnliche Version ist der Top Spin Suspended, bei dem maximal 38 Fahrgäste Rücken an Rücken sitzen und bei dem die Beine während der Fahrt frei hängen.
Diese Konstruktion ist bislang acht Mal weltweit anzutreffen. Die erste in Europa wurde im Mai 2007 im Phantasialand als Talocan mit mexikanischer Thematisierung eröffnet. Ähnlich ist „The Crypt“ aus dem amerikanischen Freizeitpark „Kings Dominion“. Hier wird ebenfalls mit Wasser- und Feuereffekten gearbeitet, dafür fällt aber die komplette Verkleidung aus. Insgesamt wurde das Fahrgeschäft Top Spin bislang in fünf verschiedenen Variationen vom Hersteller Huss Park Attractions angeboten.
| Noch in Produktion befindliche Modelle: | Noch in Produktion befindliche Modelle: | Noch in Produktion befindliche Modelle: | Noch in Produktion befindliche Modelle: | Noch in Produktion befindliche Modelle: | Noch in Produktion befindliche Modelle: |
| Name                                    | Grundfläche                             | Höhe                                    | Sitzplätze                              | Kapazität                               | Bauart                                  |
| --------------------------------------- | --------------------------------------- | --------------------------------------- | --------------------------------------- | --------------------------------------- | --------------------------------------- |
| Top Spin Classic                        | 22 m × 11,5 m                           | 16,5 m                                  | 40                                      | 1200 Personen/h                         | stationär                               |
| Top Spin Suspended                      | 22 m × 9 m                              | 13,2 m                                  | 38                                      | 1140 Personen/h                         | stationär                               |

| Produktion mittlerweile eingestellt: | Produktion mittlerweile eingestellt: | Produktion mittlerweile eingestellt: | Produktion mittlerweile eingestellt: | Produktion mittlerweile eingestellt: | Produktion mittlerweile eingestellt: |
| Name                                 | Grundfläche                          | Höhe                                 | Sitzplätze                           | Kapazität                            | Bauart                               |
| ------------------------------------ | ------------------------------------ | ------------------------------------ | ------------------------------------ | ------------------------------------ | ------------------------------------ |
| Top Spin 1                           | 19 m × 19 m                          | 18 m                                 | 40                                   | 800 Personen/h                       | transportabel/stationär              |
| Top Spin 2                           | 19 m × 15 m                          | 12 m                                 | 28                                   | 560 Personen/h                       | transportabel/stationär              |
| Giant Top Spin                       | 23,5 m × 20 m                        | 20,75 m                              | 77                                   | 1200 Personen/h                      | stationär                            |

Verschiedene andere Hersteller haben das Konzept kopiert und vertreiben ähnliche Fahrgeschäfte unter anderem Namen.
Mondial aus den Niederlanden stellte (jedenfalls: 1994, ein Thema lautete: River Splash) den Typ Roll Over her, der als wesentliche Änderung unabhängig voneinander rotierende Tragarme aufweist. Dazu ist die in Ansicht rechte Säule einwärts geneigt, der rechte Tragarm weist achsnah ein Knickgelenk auf. Die Gondel ist an beiden schräg hochlaufenden Enden per Kardangelenk frei rotierend an den Armen aufgehängt. 32 Passagiere sitzen mit den Köpfen nahe dieser Aufhängeachse paarweise Rücken an Rücken mit Blickrichtung seitlich aus der Gondel. Ein Roll Over von Mondial stand 1996–2005 im Fort Fun Abenteuerland (D), die Personen saßen jedoch mit Blick in Achsrichtung der Gondel. Anders gestaltet weist Splash Over (ein Thema: Cliffhanger) von Mondial zwei insgesamt Y-förmige, starre Tragarme auf, die im Winkelabstand von etwa 45° zwei frei rotierende in jeder sitzen einreihig etwa 20 Passagiere, die seitlich aus der Gondel und – wenn aufrecht – in Richtung Publikum schauen.

## Stationäre Anlagen
| Name                    | Model              | Freizeitpark                    | Land                         | Öffnungsjahr | Schließungsjahr | Status     |
| ----------------------- | ------------------ | ------------------------------- | ---------------------------- | ------------ | --------------- | ---------- |
| Aqua Spin               | Top Spin 1         | Heide Park Resort               | Deutschland                  | 1992         | 2017            | entfernt   |
| Blast                   | Top Spin 1         | Walibi Holland                  | Niederlande                  | 2000         |                 | In Betrieb |
| Buzzsaw                 | Top Spin 1         | Walibi Belgium                  | Belgien                      | 2001         |                 | In Betrieb |
| Double Rock Spin        | Top Spin Suspended | Everland                        | Südkorea                     | 2003         |                 | In Betrieb |
| Estrugensen             | Top Spin 1         | Xetulul                         | Guatemala                    | 2002         |                 | In Betrieb |
| Ekatomb                 | Top Spin 1         | Hopi Hari                       | Brasilien                    |              |                 | In Betrieb |
| Firefall                | Top Spin 1         | California’s Great America      | Vereinigte Staaten           | 2008         |                 | In Betrieb |
| Galactic Spin           | Top Spin 1         | Liphao Land                     | Taiwan                       | 2004         |                 | In Betrieb |
| GiraVolta               | Top Spin 1         | Miragica                        | Italien                      | 2015         |                 | In Betrieb |
| Gantu Top Spin          | Top Spin 2         | Serengeti Park                  | Deutschland                  | 1995         | 2024            | entfernt   |
| Hang Time               | Top Spin 1         | Dorney Park                     | Vereinigte Staaten           | 1998         | 2014            | entfernt   |
| Hell’s Gate             | Top Spin 1         | Playland                        | Kanada                       | 2000         |                 | In Betrieb |
| Hurakan                 | Top Spin 1         | Tibidabo                        | Spanien                      | 1992         | 2021            | entfernt   |
| Hurricane               | Top Spin 1         | Dream World                     | Thailand                     | -            | -               | In Betrieb |
| Kieputin                | Top Spin 1         | Linnanmäki                      | Finnland                     | 1994         |                 | In Betrieb |
| King Chaos              | Top Spin 1         | Six Flags Great America         | Vereinigte Staaten           | 2004         |                 | In Betrieb |
| King Kahuna             | Top Spin 1         | Kennywood                       | Vereinigte Staaten           | 2003         | 2009            | entfernt   |
| Lex Luthor Invertatron  | Top Spin 1         | Parque Warner Madrid            | Spanien                      | 2002         |                 | In Betrieb |
| Miner's Revenge         | Top Spin 1         | Gold Reef City                  | Südafrika                    | 1999         |                 | In Betrieb |
| Monster Spin            | Top Spin Suspended | Dragon Park                     | Vietnam                      | 2017         |                 | In Betrieb |
| Montezuma’s Revenge     | Top Spin 2         | Avonturenpark Hellendoorn       | Niederlande                  | 1998         |                 | In Betrieb |
| NYC Transformer         | Top Spin 1         | Movie Park Germany              | Deutschland                  | 1999         |                 | In Betrieb |
| Perfect Storm           | Top Spin 1         | Happy Valley (Shenzhen)         | China                        | 2002         |                 | In Betrieb |
| Perfect Storm           | Top Spin 1         | Happy Valley (Wuhan)            | China                        | 2012         |                 | In Betrieb |
| Ramses Revenge          | Top Spin 1         | Chessington World of Adventures | Vereinigtes Königreich       | 1995         |                 | In Betrieb |
| Riptide                 | Top Spin Suspended | Knott’s Berry Farm              | Vereinigte Staaten           | 2004         | 2016            | entfernt   |
| Riptide                 | Top Spin Suspended | Valleyfair                      | Vereinigte Staaten           | 2005         |                 | In Betrieb |
| Ripsaw                  | Top Spin 1         | Alton Towers                    | Vereinigtes Königreich       | 1997         | 2015            | entfernt   |
| Shake, Rattle, and Roll | Top Spin 1         | Elitch Gardens                  | Vereinigte Staaten           | 1995         | 2015            | entfernt   |
| Talocan                 | Top Spin Suspended | Phantasialand                   | Deutschland                  | 2007         |                 | In Betrieb |
| Terror Rack             | Top Spin 1         | Pleasure Island Theme Park      | Vereinigtes Königreich       | 1998         | 2016            | entfernt   |
| Texas Twister           | Top Spin 1         | Geauga Lake                     | Vereinigte Staaten           | 1993         | 2007            | entfernt   |
| The Crypt               | Top Spin Suspended | Kings Dominion                  | Vereinigte Staaten           | 2005         |                 | In Betrieb |
| Thor Thunder Spin Ride  | Top Spin Suspended | IMG Worlds of Adventure         | Vereinigte Arabische Emirate | 2016         |                 | In Betrieb |
| Thunderhawk             | Top Spin 1         | Worlds of Fun                   | Vereinigte Staaten           | 2002         | 2015            | entfernt   |
| Tomb Raider: The Ride   | Giant Top Spin     | Kings Island                    | Vereinigte Staaten           | 2002         | 2011            | entfernt   |
| Top Spin                | Top Spin 2         | Astroland                       | Vereinigte Staaten           | 2004         | 2008            | entfernt   |
| Top Spin 2              | Top Spin 2         | BenyLand                        | Japan                        |              |                 | In Betrieb |
| Top Spin                | Top Spin 1         | Gardaland                       | Italien                      | 1993         | 2014            | entfernt   |
| Top Spin                | Top Spin Suspended | Romon U-Park                    | China                        | 2014         |                 | In Betrieb |
| Top Spin                | Top Spin 1         | Liseberg                        | Schweden                     | 1993         | 2006            | entfernt   |
| Top Spin                | Top Spin 1         | Esselworld                      | Indien                       | 2012         |                 | In Betrieb |
| Top Spin 2              | Top Spin 2         | Fantasy World                   | Kasachstan                   |              |                 | In Betrieb |
| Top Spin                | Top Spin 1         | Fantasilandia                   | Chile                        | 2004         |                 | In Betrieb |
| Top Spin                | Top Spin 1         | Harborland                      | Volksrepublik China          | 2006         |                 | In Betrieb |
| Top Spin                | Top Spin 1         | Luna Park                       | Israel                       |              |                 | In Betrieb |
| Top Spin                | Top Spin 1         | Myrtle Beach Pavilion           | Vereinigte Staaten           | 2006         | 2012            | entfernt   |
| Top Spin                | Top Spin 1         | Parque de Atracciones de Madrid | Spanien                      | 1993         |                 | In Betrieb |
| Top Spin                | Top Spin 1         | Soulland                        | Südkorea                     |              |                 | In Betrieb |
| Top Spin                | Top Spin 1         | Siam Park City                  | Thailand                     | 2007         |                 | In Betrieb |
| Top Spin                | Top Spin 1         | Dreamland                       | Japan                        | 1999         | 2002            | entfernt   |
| Top Spin                | Top Spin 1         | Dream World                     | Ägypten                      | -            | -               | In Betrieb |
| Top Spin                | Top Spin 1         | Vidámpark                       | Ungarn                       | 2004         | 2013            | entfernt   |
| Top Spin                | Top Spin 1         | E-World                         | Südkorea                     | 1999         | -               | In Betrieb |
| Top Spin Big Splash     | Top Spin 1         | Fantasilandia                   | Chile                        | 2004         |                 | In Betrieb |
| Top Spin Fresh          | Top Spin 1         | Fête Foraine                    | Frankreich                   | 1991         |                 | In Betrieb |
| Tornade                 | Top Spin 1         | La Ronde                        | Kanada                       | 1997         | 2010            | entfernt   |
| Tornado F5              | Top Spin 1         | Parque Diversiones              | Costa Rica                   | 2010         |                 | In Betrieb |
| Trojan Horse            | Top Spin 1         | Happy Valley (Beijing)          | China                        | 2006         |                 | In Betrieb |
| Twister                 | Top Spin 1         | Six Flags Darien Lake           | Vereinigte Staaten           | 2000         |                 | In Betrieb |
| Twister                 | Top Spin 1         | Six Flags Fiesta Texas          | Vereinigte Staaten           | 1998         |                 | In Betrieb |
| Twister                 | Top Spin 1         | Six Flags Great Adventure       | Vereinigte Staaten           | 1999         |                 | In Betrieb |
| Twister                 | Top Spin 1         | Six Flags New England           | Vereinigte Staaten           | 1997         | 2013            | entfernt   |
| Voo Doo                 | Top Spin 1         | Six Flags Discovery Kingdom     | Vereinigte Staaten           | 1998         |                 | In Betrieb |
| Waterspin               | Top Spin 1         | Duinrell                        | Niederlande                  | 1996         |                 | In Betrieb |
| Yukan Raft              | Top Spin 2         | Fort Fun Abenteuerland          | Deutschland                  | 2013         | 2019            | entfernt   |

## Reisende Anlagen

### Top Spin 1

Top Spin No. 1 der Firma Rudi Bausch aus München. Der Top Spin Prototyp. Aufgenommen auf dem Bad Kreuznacher Jahrmarkt 2009.

Derzeit gibt es drei transportable, durch Schausteller betriebene Top Spin 1, die im deutschen Raum reisen.
- Top Spin No. 1, Bausch (D) (Premiere 1990; erste gebaute Anlage/ Prototyp)
- Revolution, Simoneit (D) (Premiere 1991 unter Kinzler-Nickel; jedoch ab 1995 mit neuem Mittelbau)
- Top Spin Fresh, Decker-Schaak (D) (Premiere 1993; unter Franz Goetzke)

Seit 1990 waren insgesamt zehn verschiedene Top Spin 1 Anlagen in Deutschland auf der Reise. Einer der bekanntesten Top Spin 1 war das „Colorado Rafting“ der Firma Bruch-Schneider, das im Jahre 1999 nach Südafrika in den Gold Reef City-Freizeitpark nach Johannesburg veräußert und dort völlig umgestaltet wurde. Die Schaustellerfamilie Ludewigt aus Oldenburg reiste insgesamt sogar mit vier Top Spin 1.

### Top Spin 2

Top Spin 2 der Firma Kollmann. Nach Ende der Fahrt werden die Sicherheitsbügel automatisch geöffnet.

Zurzeit sind ein Top Spin 2 im deutschen Raum und einer in der Schweiz auf der Reise. Sie werden von Schaustellern betrieben (nachfolgend mit Firmensitz benannt).
- Top Spin No. 2, Lucka aus Arnsberg (D) (Premiere 2001 durch Langhoff; jüngster Top Spin 2 auf der Reise)
- Top Spin, Buser AG aus Zürich (CH)

Insgesamt waren seit 1993 neun verschiedene Top-Spin-2-Anlagen in Deutschland auf der Reise.

## Unfälle
Im Fengdu Chaohua Culture Park in China stürzte im Februar 2017 ein 14-jähriges Mädchen aus einer Gondel eines Top Spin ähnlichen Fahrgeschäfts, nachdem es sich noch Sekunden mit beiden Händen an der Bodenkante der rotierenden Gondel festhalten konnte. Sie wurde im Anschluss in ein Krankenhaus gebracht, wo sie kurze Zeit später starb. Inspektoren haben die Anlage überprüft und herausgefunden, dass der Unfall durch einen durchgerissenen Sicherheitsgurt verursacht wurde. Im Dezember war die Anlage erst routinemäßig überprüft worden und es wurden keine Sicherheitsmängel festgestellt. Nach dem Unfall hatte sich der Park dazu bereiterklärt, eine Entschädigung von 870.000 Yuan (ca. 111.500 Euro) an die Eltern zu zahlen. Bei dem Fahrgeschäft handelt es sich um einen „Space Travel BNST-20B Ride“ des chinesischen Herstellers Beston Amusement Equipment. Nach dem Unfall mussten ähnliche Fahrgeschäfte desselben Herstellers in anderen Freizeitparks geschlossen bleiben, bis eine Überprüfung stattgefunden hat.